# Списька Бела
Списька Бела (словац. Spišská Belá) — місто в Словаччині, Кежмарському окрузі Пряшівського краю.

## Географія
Розташоване в східній частині Словаччини під Високими Татрами, в північній частині Попрадської угловини в долині Белянського потока. Протікає річка Златна.

## Історія
Вперше згадується у 1263 році.

## Пам'ятки культури

### Храми
- римо-католицький костел св. Антона з 1260 р.

### Музеї
- Музей фотографії та оптики проф. Йозефа Максиміліяна Пецвала
- Музей др. Грайсігера
- висунута вистава Словацького технічного музею в Кошице.

### Культурні події
В містечку щорічно відбувається Картопляний ярмарок та «Belltown Fest»

## Населення
| Рік:            | 1993 | 2003    | 2013    | 2023    |
| --------------- | ---- | ------- | ------- | ------- |
| Кількість осіб: | 5699 | 6118    | 6503    | 6659    |
| Різниця:        |      | +7,35 % | +6,29 % | +2,39 % |

| Рік:            | 2022 | 2023    |
| --------------- | ---- | ------- |
| Кількість осіб: | 6668 | 6659    |
| Різниця:        |      | -0,13 % |

У місті проживає 6425 осіб.
Національний склад населення (за даними останнього перепису населення — 2001 року):
- словаки — 94,82 %
- роми — 3,18 %
- чехи — 0,31 %
- німці — 0,26 %
- поляки — 0,16 %
- русини — 0,08 %
- угорці — 0,07 %
- українці — 0,03 %

Склад населення за приналежністю до релігії станом на 2001 рік:
- римо-католики — 85,46 %,
- протестанти (еванєлики) — 3,49 %,
- греко-католики — 1,22 %,
- православні — 0,11 %,
- не вважають себе віруючими або не належать до жодної вищезгаданої церкви — 8,10 %

### Видатні постаті
- Йозеф Максиміліян Пецвал (1807—1891) — в містечку народився словацький фізик, математик, основоположник модерної фотографії
- Міхал Грайсігер (1851—1912) — в містечку працював лікарем словацький природознавець, аматорський ентомолог.